# Helferella
Helferella es un género de escarabajos barrenadores metálicos del orden Coleoptera.

## Especies
- Helferella abbreviata (Carter, 1926)
- Helferella dianae Cobos, 1957
- Helferella elata (Carter, 1926)
- Helferella fiji Bellamy, 1991
- Helferella frenchi (Théry, 1928)
- Helferella gothmogoides Williams y Weir, 1988
- Helferella macalpinei Williams y Weir, 1987
- Helferella manningensis Williams y Weir, 1987
- Helferella miyal Williams y Weir, 1987
- Helferella oborili Bílý y Nakládal, 2010
- Helferella papuae Bellamy, 1991
- Helferella philippinensis Bellamy, 1991
- Helferella tolgae Williams y Weir, 1988
- Helferella vanuae Bellamy, 1991
- Helferella viti Bellamy, 1991
- Helferella webbensis Williams y Weir, 1987